# Fabio Coltorti
Fabio Coltorti (Kriens, 3 de dezembro de 1980) é um ex-futebolista suíço que atuava como goleiro. Disputou a Copa de 2006, e sua última equipe foi o RB Leipzig.

## Carreira
Coltorti começou a carreira no SC Kriens e a encerrou no RB Leipzig em 2018 onde atuou desde a temporada 2012/2013.